# Функция Эйлера

Первая тысяча значений

Фу́нкция Э́йлера {\displaystyle \varphi (n)} — мультипликативная арифметическая функция, значение которой равно количеству натуральных чисел, меньших или равных {\displaystyle n} и взаимно простых с ним.
Например, для числа 36 существует 12 меньших его и взаимно простых с ним чисел (1, 5, 7, 11, 13, 17, 19, 23, 25, 29, 31, 35), поэтому {\displaystyle \varphi (36)=12}.
Названа в честь Эйлера, который впервые использовал её в 1763 году в своих работах по теории чисел для доказательства малой теоремы Ферма, а затем и для доказательства более общего утверждения — теоремы Эйлера. Позднее функцию использовал Гаусс в своем труде «Арифметические исследования», вышедшем в свет в 1801 году. Гаусс ввёл ставшее стандартным обозначение {\displaystyle \varphi (n)}.
Функция Эйлера находит применение в вопросах, касающихся теории делимости и вычетов (см. сравнение по модулю), теории чисел, криптографии. Функция Эйлера играет ключевую роль в алгоритме RSA.

## Вычисление

### Общие сведения
Функция Эйлера {\displaystyle \varphi (n)} показывает, сколько натуральных чисел из отрезка {\displaystyle [1,\;n]} имеют c {\displaystyle n} только один общий делитель — единицу. Функция Эйлера определена на множестве натуральных чисел, и значения её лежат во множестве натуральных чисел.
Как следует из определения, чтобы вычислить {\displaystyle \varphi (n)}, нужно перебрать все числа от {\displaystyle 1} до {\displaystyle n-1}, и для каждого проверить, имеет ли оно общие делители с {\displaystyle n}, а затем подсчитать, сколько чисел оказались взаимно простыми с {\displaystyle n}. Эта процедура для больших чисел {\displaystyle n} весьма трудоёмка, поэтому для вычисления {\displaystyle \varphi (n)} используют другие методы, которые основываются на специфических свойствах функции Эйлера.
В таблице справа представлены первые 99 значений функции Эйлера. Значение {\displaystyle \varphi (n)} при {\displaystyle n>1} не превосходит {\displaystyle n-1}, и в точности ему равно, если {\displaystyle n} — простое. Таким образом, если в координатах {\displaystyle (n,\;y)} провести прямую {\displaystyle y=n-1}, то значения {\displaystyle y=\varphi (n)} будут лежать либо на этой прямой, либо ниже её. Также, глядя на график, приведенный в начале статьи, и на значения в таблице, можно предположить, что существует прямая, проходящая через ноль, которая ограничивает значения {\displaystyle \varphi (n)} снизу. Однако, оказывается, такой прямой не существует. То есть, какую бы пологую прямую мы ни провели, всегда найдется натуральное число {\displaystyle n}, такое, что {\displaystyle \varphi (n)} лежит ниже этой прямой. Ещё одной интересной особенностью графика является наличие некоторых прямых, вдоль которых концентрируются значения функции Эйлера. Так, например, помимо прямой {\displaystyle y=n-1}, на которой лежат значения {\displaystyle \varphi (n)=n-1}, где {\displaystyle n} — простое, выделяется прямая, примерно соответствующая {\displaystyle y=n/2}, на которую попадают значения {\displaystyle \varphi (2n)=\varphi (n)=n-1}, где {\displaystyle n} — простое.
Более подробно поведение функции Эйлера рассматривается в разделе #Асимптотические соотношения.

### Мультипликативность функции Эйлера
Одним из основных свойств функции Эйлера является её мультипликативность. Это свойство было установлено ещё Эйлером и формулируется оно следующим образом: для любых взаимно простых чисел {\displaystyle m} и {\displaystyle n} 
{\displaystyle \varphi (mn)=\varphi (m)\varphi (n).}
Для доказательства мультипликативности функции Эйлера потребуется следующая вспомогательная теорема.
Теорема 1. Пусть {\displaystyle (m,\;m')=1} и {\displaystyle a} пробегает полную систему вычетов по модулю {\displaystyle m}, в то время как {\displaystyle a'} пробегает полную систему вычетов по модулю {\displaystyle m'}. Тогда числа {\displaystyle a'm+am'} образуют полную систему вычетов по модулю {\displaystyle mm'}.
Доказательство. Если
{\displaystyle a_{1}'m+a_{1}m'\equiv a_{2}'m+a_{2}m'{\pmod {mm'}},}
тогда
{\displaystyle a_{1}m'\equiv a_{2}m'{\pmod {m}},}
поэтому
{\displaystyle a_{1}\equiv a_{2}{\pmod {m}};}
аналогично
{\displaystyle a_{1}'\equiv a_{2}'{\pmod {m'}}.}
Поэтому существует {\displaystyle mm'} несравнимых по модулю чисел, которые образуют полную систему вычетов по модулю {\displaystyle mm'}.
Теперь можно доказать основное утверждение.
Теорема 2. Функция Эйлера мультипликативна.
Доказательство. Если {\displaystyle (m,\;m')=1}, то по Теореме 1 достаточно найти все значения {\displaystyle a'm+am'} которые взаимно просты с {\displaystyle mm'}:
{\displaystyle (a'm+am',\;mm')=1}
{\displaystyle \Leftrightarrow (a'm+am',\;m)=1,\;(a'm+am',\;m')=1}
{\displaystyle \Leftrightarrow (am',\;m)=1,\;(a'm,\;m')=1}
{\displaystyle \Leftrightarrow (a,\;m)=1,\;(a',\;m')=1.}
Обозначим {\displaystyle z=a'm+am'}.
{\displaystyle (\Rightarrow )} Дано {\displaystyle (z,\;mm')=1}. Пусть {\displaystyle (z,\;m)=d>1}, тогда {\displaystyle (z,\;mm')\geqslant d}  —  противоречие
{\displaystyle (\Leftarrow )} Дано {\displaystyle (z,\;m)=1,\;(z,\;m')=1}. Пусть {\displaystyle (z,\;mm')=d>1}, тогда либо {\displaystyle m}, либо {\displaystyle m'} будут иметь общий множитель с {\displaystyle z} (например по Лемме Евклида)  —  противоречие.
Поэтому {\displaystyle \varphi (mm')} чисел, которые меньше числа {\displaystyle mm'} и взаимно просты с ним, являются наименьшими положительными вычетами среди {\displaystyle \varphi (m)\varphi (m')} значений {\displaystyle a'm+am'}, для которых {\displaystyle a} взаимно просто с {\displaystyle m} и {\displaystyle a'} взаимно просто с {\displaystyle m'}. Отсюда следует, что
{\displaystyle \varphi (mm')=\varphi (m)\varphi (m').}

### Функция Эйлера от простого числа
Для простого {\displaystyle p} значение функции Эйлера задаётся явной формулой:
{\displaystyle \varphi (p)=p-1,}
которая следует из определения. Действительно, если {\displaystyle p} — простое, то все числа, меньшие {\displaystyle p}, взаимно просты с ним, а их ровно {\displaystyle p-1} штук.
Для вычисления функции Эйлера от степени простого числа используют следующую формулу:
{\displaystyle \varphi (p^{n})=p^{n}-p^{n-1}.}
Это равенство обосновывается следующим образом. Подсчитаем количество чисел от {\displaystyle 1} до {\displaystyle p^{n}}, которые не взаимно просты с {\displaystyle p^{n}}. Все они, очевидно, кратны {\displaystyle p}, то есть, имеют вид: {\displaystyle p,\;2p,\;3p,\;\ldots ,\;p^{n-1}p.} Всего таких чисел {\displaystyle p^{n-1}}. Поэтому количество чисел, взаимно простых с {\displaystyle p^{n}}, равно {\displaystyle p^{n}-p^{n-1}}.

### Функция Эйлера от натурального числа
Вычисление {\displaystyle \varphi (n)} для произвольного натурального {\displaystyle n} основывается на мультипликативности функции Эйлера, выражении для {\displaystyle \varphi (p^{n})}, а также на основной теореме арифметики.
Для произвольного натурального числа значение {\displaystyle \varphi (n)} представляется в виде:
{\displaystyle \varphi (n)=n\prod _{p\mid n}\left(1-{\frac {1}{p}}\right),\;\;n>1,}
где {\displaystyle p} — простое число и пробегает все значения, участвующие в разложении {\displaystyle n} на простые сомножители.
Как следует из основной теоремы арифметики, всякое натуральное число {\displaystyle n>1} единственным образом представляется в виде:
{\displaystyle n=p_{1}^{\alpha _{1}}\cdot \ldots \cdot p_{k}^{\alpha _{k}},}
где {\displaystyle p_{1}<\ldots <p_{k}} — простые числа, {\displaystyle \alpha _{1},\;\ldots ,\;\alpha _{k}} — натуральные числа.
Используя мультипликативность функции Эйлера и выражение для {\displaystyle \varphi (p^{k})}, получаем: {\displaystyle {\begin{aligned}\varphi (n)&=\varphi (p_{1}^{\alpha _{1}})\varphi (p_{2}^{\alpha _{2}})\cdot \ldots \cdot \varphi (p_{k}^{\alpha _{k}})=\\&=p_{1}^{\alpha _{1}}\left(1-{\frac {1}{p_{1}}}\right)p_{2}^{\alpha _{2}}\left(1-{\frac {1}{p_{2}}}\right)\cdot \ldots \cdot p_{k}^{\alpha _{k}}\left(1-{\frac {1}{p_{k}}}\right)=\\&=p_{1}^{\alpha _{1}}p_{2}^{\alpha _{2}}\cdot \ldots \cdot p_{k}^{\alpha _{k}}\left(1-{\frac {1}{p_{1}}}\right)\left(1-{\frac {1}{p_{2}}}\right)\cdot \ldots \cdot \left(1-{\frac {1}{p_{k}}}\right)=\\&=n\left(1-{\frac {1}{p_{1}}}\right)\left(1-{\frac {1}{p_{2}}}\right)\cdot \ldots \cdot \left(1-{\frac {1}{p_{k}}}\right).\end{aligned}}}
Пример применения: 
{\displaystyle \varphi (36)=\varphi (2^{2}\cdot 3^{2})=\varphi (2^{2})\varphi (3^{2})=(2^{2}-2)(3^{2}-3)=2\cdot 6=12.}
{\displaystyle \varphi (36)=\varphi (2^{2}\cdot 3^{2})=36\cdot {\Bigl (}1-{\frac {1}{2}}{\Bigr )}\cdot {\Bigl (}1-{\frac {1}{3}}{\Bigr )}=36\cdot {\frac {1}{2}}\cdot {\frac {2}{3}}=36\cdot {\frac {1}{3}}=12}

## Свойства

### Обобщённая мультипликативность
Функция Эйлера является мультипликативной арифметической функцией, то есть
{\displaystyle \varphi (mn)=\varphi (m)\varphi (n)\;\;\;\forall m,\,n\in \mathbb {N} \colon (m,\,n)=1.}
Здесь существенно, что наибольший общий делитель {\displaystyle m} и {\displaystyle n} равен единице. Оказывается, существует обобщение этой формулы на случай, когда {\displaystyle m} и {\displaystyle n} имеют общие делители, отличные от единицы. А именно, для любых натуральных {\displaystyle m} и {\displaystyle n} :
{\displaystyle \varphi (m\cdot n)=\varphi (m)\cdot \varphi (n)\cdot {\frac {d}{\varphi (d)}},}
где {\displaystyle d} — наибольший общий делитель {\displaystyle m} и {\displaystyle n.} Это свойство является естественным обобщением мультипликативности.
Пусть {\displaystyle (m,\,n)=d,} тогда {\displaystyle m=m'd,\;n=n'd,} причем в общем случае {\displaystyle (m',\,d)\neq 1} и {\displaystyle (n',\,d)\neq 1.} Поэтому можно записать:
{\displaystyle d=d_{1}^{\delta _{1}}\cdot \ldots \cdot d_{k}^{\delta _{k}}\cdot d_{k+1}^{\delta _{k+1}}\cdot \ldots \cdot d_{K}^{\delta _{K}},}
{\displaystyle m'=d_{1}^{\alpha _{1}}\cdot \ldots \cdot d_{k}^{\alpha _{k}}\cdot p_{1}^{\beta _{1}}\cdot \ldots \cdot p_{r}^{\beta _{r}},}
{\displaystyle n'=d_{k+1}^{\gamma _{k+1}}\cdot \ldots \cdot d_{K}^{\gamma _{K}}\cdot q_{1}^{\varepsilon _{1}}\cdot \ldots \cdot q_{s}^{\varepsilon _{s}}.}
Здесь первые {\displaystyle k} делителей {\displaystyle d} являются также делителями {\displaystyle m',} а последние {\displaystyle K-k} делителей {\displaystyle d} являются делителями {\displaystyle n'.} Распишем:
{\displaystyle \varphi (mn)=\varphi (d^{2}\cdot m'n')=\varphi ((d_{1}^{\delta _{1}}\cdot \ldots \cdot d_{k}^{\delta _{k}}\cdot d_{k+1}^{\delta _{k+1}}\cdot \ldots \cdot d_{K}^{\delta _{K}})^{2}\cdot d_{1}^{\alpha _{1}}\cdot \ldots \cdot d_{k}^{\alpha _{k}}\cdot p_{1}^{\beta _{1}}\cdot \ldots \cdot p_{r}^{\beta _{r}}\cdot d_{k+1}^{\gamma _{k+1}}\cdot \ldots \cdot d_{K}^{\gamma _{K}}\cdot q_{1}^{\varepsilon _{1}}\cdot \ldots \cdot q_{s}^{\varepsilon _{s}}).}
В силу мультипликативности функции Эйлера, а также с учётом формулы
{\displaystyle \varphi (p^{n})=p^{n}(1-{\frac {1}{p}}),}
где {\displaystyle p} — простое, получаем:
{\displaystyle {\begin{aligned}\varphi (mn)&=d_{1}^{\alpha _{1}+\delta _{1}}\left(1-{\frac {1}{d_{1}}}\right)\cdot \ldots \cdot d_{k}^{\alpha _{k}+\delta _{k}}\left(1-{\frac {1}{d_{k}}}\right)\cdot p_{1}^{\beta _{1}}\left(1-{\frac {1}{p_{1}}}\right)\cdot \ldots \cdot p_{r}^{\beta _{r}}\left(1-{\frac {1}{p_{r}}}\right)\cdot d_{k+1}^{\delta _{k+1}}\left(1-{\frac {1}{d_{k+1}}}\right)\cdot \ldots \cdot d_{K}^{\delta _{K}}\left(1-{\frac {1}{d_{K}}}\right)\times \\&\;\times \;d_{k+1}^{\gamma _{k+1}+\delta _{k+1}}\left(1-{\frac {1}{d_{k+1}}}\right)\cdot \ldots \cdot d_{K}^{\gamma _{K}+\delta _{K}}\left(1-{\frac {1}{d_{K}}}\right)\cdot q_{1}^{\varepsilon _{1}}\left(1-{\frac {1}{q_{1}}}\right)\cdot \ldots \cdot q_{s}^{\varepsilon _{s}}\left(1-{\frac {1}{q_{s}}}\right)\cdot d_{1}^{\delta _{1}}\left(1-{\frac {1}{d_{1}}}\right)\cdot \ldots \cdot d_{k+1}^{\delta _{k+1}}\left(1-{\frac {1}{d_{k+1}}}\right)\times \\&\;\times \;{\frac {1}{\left(1-{\frac {1}{d_{1}}}\right)\cdot \ldots \cdot \left(1-{\frac {1}{d_{K}}}\right)}}.\end{aligned}}}
В первой строке записано {\displaystyle \varphi (m),} во второй — {\displaystyle \varphi (n),} а третью можно представить, как {\displaystyle d/\varphi (d).} Поэтому:
{\displaystyle \varphi (m\cdot n)=\varphi (m)\cdot \varphi (n)\cdot {\frac {d}{\varphi (d)}}.}
Некоторые частные случаи:
- {\displaystyle \;\varphi \left(n^{m}\right)=n^{m-1}\varphi (n).}
- {\displaystyle \varphi (2m)={\begin{cases}2\varphi (m),&m=2k,\;k\in \mathbb {N} ,\\\varphi (m),&m=2k-1,\;k\in \mathbb {N} .\end{cases}}}
- {\displaystyle \varphi (M)\cdot \varphi (d)=\varphi (m)\cdot \varphi (n),} где {\displaystyle M} — наименьшее общее кратное {\displaystyle m} и {\displaystyle n}, а {\displaystyle d} — их наибольший общий делитель.

### Теорема Эйлера
Наиболее часто на практике используется свойство, установленное Эйлером:
{\displaystyle a^{\varphi (m)}\equiv 1{\pmod {m}},}
если {\displaystyle a} и {\displaystyle m} взаимно просты.

Это свойство, которое называют теоремой Эйлера, вытекает из Теоремы Лагранжа и того факта, что {\displaystyle \varphi (m)} равна порядку мультипликативной группы обратимых элементов кольца вычетов по модулю {\displaystyle m}.

В качестве следствия теоремы Эйлера можно получить малую теорему Ферма. Для этого нужно взять не произвольное {\displaystyle m,} а простое. Тогда:
{\displaystyle a^{m-1}\equiv 1{\pmod {m}}.}
Последняя формула находит применение в различных тестах простоты.

### Другие свойства
Исходя из представимости {\displaystyle \varphi (n)} произведением Эйлера, несложно получить следующее полезное утверждение:
{\displaystyle a\mid b\Rightarrow \varphi (a)\mid \varphi (b).}
Следующее равенство является следствием теоремы Зигмонди:
{\displaystyle \varphi (a^{n}+b^{n})\equiv 0{\pmod {n}},\;a>b\geqslant 1.}
Всякое натуральное число представимо в виде суммы значений функции Эйлера от его натуральных делителей:
{\displaystyle \sum _{d\mid n}\varphi (d)=n.}
Сумма всех чисел, меньших данного, и взаимно простых с ним, выражается через функцию Эйлера:
{\displaystyle \sum _{1\leqslant k\leqslant n \atop (k,\;n)=1}k={\frac {1}{2}}n\varphi (n),\;n>1.}

## Множество значений
Исследование структуры множества значений функции Эйлера является отдельной сложной задачей. Здесь представлены лишь некоторые результаты, полученные в этой области.
- Функция Эйлера {\displaystyle \varphi (n)} принимает только чётные значения при {\displaystyle n>2.} Причём, если {\displaystyle n} имеет {\displaystyle r} различных нечётных простых делителей, то {\displaystyle 2^{r}\mid \varphi (n).}

Действительно, если {\displaystyle p} — простое нечётное и {\displaystyle \alpha >1,} то
{\displaystyle p^{\alpha -1}(p-1)} — чётное.
Из равенства
{\displaystyle \varphi (n)=\prod _{i=1}^{k}p_{i}^{\alpha _{i}-1}(p_{i}-1)}
следует утверждение.
В действительном анализе часто возникает задача нахождения значения аргумента по заданному значению функции, или, другими словами, задача нахождения обратной функции. Подобную задачу можно поставить и для функции Эйлера. Однако, надо иметь в виду следующее.
1. Значения функции Эйлера повторяются (например, {\displaystyle \varphi (1)=\varphi (2)=1}), следовательно обратная функция является многозначной.
2. Функция Эйлера принимает лишь чётные значения при {\displaystyle n>2,} то есть {\displaystyle \varphi ^{-1}(m)=\varnothing ,} если {\displaystyle m} нечётно и {\displaystyle m\neq 1.}

В связи с этим нужны особые методы анализа. Полезным инструментом для исследования прообраза {\displaystyle \varphi } является следующая теорема.
- Пусть {\displaystyle m} — чётное, положим
{\displaystyle A(m)=m\prod _{p-1\mid m}{\frac {p}{p-1}},} где {\displaystyle p} — простое.

Если {\displaystyle n\in \varphi ^{-1}(m),} то {\displaystyle m<n\leqslant A(m).}
Очевидно, если {\displaystyle \varphi (n)=m,} то {\displaystyle m<n.} С другой стороны, если {\displaystyle \varphi (n)=m} и {\displaystyle n=p_{1}^{\alpha _{1}}\cdot \ldots \cdot p_{s}^{\alpha _{s}},} то
{\displaystyle m=n\prod _{i=1}^{s}{\frac {p_{i}-1}{p_{i}}}\;\Rightarrow \;n=m\prod _{i=1}^{s}{\frac {p_{i}}{p_{i}-1}}.}
Однако, если {\displaystyle p\mid n,} то {\displaystyle p-1\mid \varphi (n).} Поэтому
{\displaystyle \forall p_{i}:\;p_{i}-1\mid m.}
Следовательно {\displaystyle n\leqslant A(m).}
Эта теорема показывает, что прообраз элемента {\displaystyle m\in \mathbb {N} } всегда представляет собой конечное множество. Также она даёт следующий практический способ нахождения прообраза:
1) вычислить {\displaystyle A(m)};
2) вычислить {\displaystyle \varphi (n)} для всех {\displaystyle n} из полуинтервала {\displaystyle (m,\,A(m)]};
3) все числа {\displaystyle n,} для которых {\displaystyle \varphi (n)=m,} образуют прообраз элемента {\displaystyle m}.
Может оказаться, что в указанном промежутке нет такого числа {\displaystyle n,} что {\displaystyle \varphi (n)=m;} в этом случае прообраз является пустым множеством.

Для вычисления {\displaystyle A(m)} нужно знать разложение {\displaystyle m} на простые сомножители, что для больших {\displaystyle m} является вычислительно сложной задачей. Затем нужно {\displaystyle A(m)-m} раз вычислить функцию Эйлера, что для больших чисел также весьма трудоёмко. Поэтому нахождение прообраза в целом является вычислительно сложной задачей.
Найдем прообраз 4. Делителями 4 являются числа 1, 2 и 4. Добавляя по единице к каждому из них, получаем 2, 3, 5 — простые числа. Вычисляем
{\displaystyle A(4)=4\cdot {\frac {2}{1}}\cdot {\frac {3}{2}}\cdot {\frac {5}{4}}=15.}
Чтобы найти прообраз 4, достаточно рассмотреть числа от 5 до 15. Проделав выкладки, получим:
{\displaystyle \varphi ^{-1}(4)=\{5,\;8,\;10,\;12\}.}
Не существует, например, такого числа {\displaystyle m,} что {\displaystyle \varphi (m)=14.} То есть:
{\displaystyle \varphi ^{-1}(14)=\varnothing .}
В самом деле, делители 14 суть 1, 2, 7 и 14. Добавив по единице, получим 2, 3, 8, 15. Из них только первые два числа — простые. Поэтому
{\displaystyle A(14)=14\cdot {\frac {2}{1}}\cdot {\frac {3}{2}}=42.}
Перебрав все числа от 15 до 42, несложно убедиться, что
{\displaystyle \varphi (n)\neq 14,\;n\in (15,\,42].}

## Асимптотические соотношения

### Простейшие неравенства
- Оценка снизу значений функции Эйлера[15][16]:
{\displaystyle \varphi (n)\geqslant {\sqrt {n}},}

для всех {\displaystyle n,} кроме {\displaystyle n=2} и {\displaystyle n=6.}
- Оценка сверху для составных {\displaystyle n}[15][17]:
{\displaystyle \varphi (n)\leqslant n-{\sqrt {n}},}

для всякого составного {\displaystyle n.}
- Для всех натуральных значений {\displaystyle n\geqslant 3} справедливо двойное неравенство[15]:
{\displaystyle {\frac {\log 2}{2}}\cdot {\frac {n}{\log {n}}}<\varphi (n)<n.}

### Сравнение φ(n) сn
- Верхняя грань отношения {\displaystyle \varphi (n)/n} приближается к единице с ростом {\displaystyle n}[18]:
{\displaystyle \varlimsup {\frac {\varphi (n)}{n}}=1.}
- В то же время отношение {\displaystyle \varphi (n)/n^{1-\delta }} может быть сколь угодно большим[19]:
{\displaystyle \forall \delta >0\colon {\frac {\varphi (n)}{n^{1-\delta }}}\rightarrow \infty .}

### Отношение последовательных значений
- Следующие равенства показывают, насколько непредсказуемо ведет себя функция Эйлера[20]:
{\displaystyle \lim \inf {\frac {\varphi (n+1)}{\varphi (n)}}=0} и {\displaystyle \lim \sup {\frac {\varphi (n+1)}{\varphi (n)}}=\infty .}
- Формулы, приведенные выше, получил Somayajulu в 1950 году. А четырьмя годами позже Шинцель и Серпинский доказали[20], что множество

{\displaystyle \left\{{\frac {\varphi (n+1)}{\varphi (n)}},\;\;n=1,\;2,\;\ldots \right\}}
плотно в множестве действительных положительных чисел.
- В том же году они установили[20], что множество

{\displaystyle \left\{{\frac {\varphi (n)}{n}},\;\;n=1,\;2,\;\ldots \right\}}
плотно на интервале {\displaystyle (0,\;1).}

### Асимптотики для сумм
- Точное выражение для суммы последовательных значений функции Эйлера[21]:
{\displaystyle \sum _{n\leqslant x}\varphi (n)={\frac {3}{\pi ^{2}}}x^{2}+O(x\ln x).}

Отсюда вытекает, что средний порядок функции Эйлера равно {\displaystyle 6n/\pi ^{2}}. Этот результат интересен тем, что позволяет получить вероятность события, состоящего в том, что два наугад выбранных натуральных числа являются взаимно простыми. А именно, эта вероятность равна {\displaystyle 6/\pi ^{2}}.
- С учётом приведённого выше выражения, можно получить следующие асимптотические оценки:
{\displaystyle \sum _{k=1}^{n}{\frac {k}{\varphi (k)}}=O(n)};
{\displaystyle \sum _{k=1}^{n}{\frac {1}{\varphi (k)}}=O(\ln n)}.
- Используя мультипликативность функции Эйлера и свойства суммы делителей {\displaystyle \sigma (n)}, несложно установить, что[23]
{\displaystyle {\frac {6}{\pi ^{2}}}<{\frac {\varphi (n)\sigma (n)}{n^{2}}}<1,\;n>1}.

### Порядок функции Эйлера
- В 1909 году Ландау получил равенство[24][25]:
{\displaystyle \lim \inf {\frac {\varphi (n)}{n}}\log \log n=e^{-\gamma },}

где {\displaystyle \gamma } — постоянная Эйлера — Маскерони.
- Этот результат можно уточнить. В 1962 году была получена оценка снизу для функции Эйлера[26]:
{\displaystyle \varphi (n)\geqslant {\frac {n}{e^{\gamma }\log \log n+{\frac {2{,}5}{\log \log n}}}},}

для всех {\displaystyle n\geqslant 3}, с одним исключением {\displaystyle n=2\cdot 5\cdot 7\cdot 11\cdot 13\cdot 17\cdot 19\cdot 23;} в указанном случае следует заменить {\displaystyle 2{,}5} на {\displaystyle 2{,}50637.} Это одна из наиболее точных оценок снизу для {\displaystyle \varphi (n)}.
- В качестве оценки сверху был установлен следующий факт[28]: существует бесконечно много натуральных {\displaystyle n} таких, что
{\displaystyle \varphi (n)<e^{-\gamma }{\frac {n}{\log \log n}}.}

Как отмечает Пауло Рибенбойм по поводу доказательства этого неравенства: «Способ доказательства интересен тем, что неравенство сначала устанавливается в предположении, что гипотеза Римана верна, а затем в предположении, что она не верна».

## Связь с другими функциями

### Функция Мёбиуса
- Следующую формулу можно использовать для вычисления {\displaystyle \varphi (n)}[29]:
{\displaystyle \varphi (n)=\sum _{d\mid n}d\cdot \mu \left({\frac {n}{d}}\right),}

где {\displaystyle \mu (m)} — функция Мёбиуса.
- Другие соотношения с функцией Мёбиуса:
{\displaystyle \sum _{k=1}^{n}\varphi (k)={\frac {1}{2}}\left(1+\sum _{k=1}^{n}\mu (k)\left\lfloor {\frac {n}{k}}\right\rfloor ^{2}\right);}
{\displaystyle \sum _{k=1}^{n}{\frac {\varphi (k)}{k}}=\sum _{k=1}^{n}{\frac {\mu (k)}{k}}\left\lfloor {\frac {n}{k}}\right\rfloor ;}
{\displaystyle \sum _{d\mid n}{\frac {\mu ^{2}(d)}{\varphi (d)}}={\frac {n}{\varphi (n)}}}[30].

### Ряд Дирихле
- Ряд Дирихле с коэффициентами {\displaystyle \varphi (n)} можно представить через дзета-функцию Римана[31]:
{\displaystyle \sum _{n=1}^{\infty }{\frac {\varphi (n)}{n^{s}}}={\frac {\zeta (s-1)}{\zeta (s)}},\;s>2.}

### Ряд Ламберта
- Сумма ряда Ламберта с коэффициентами {\displaystyle \varphi (n)}[32]:
{\displaystyle \sum _{n=1}^{\infty }{\frac {\varphi (n)q^{n}}{1-q^{n}}}={\frac {q}{(1-q)^{2}}},\;|q|<1.}

### Наибольший общий делитель
- Функция Эйлера является дискретным преобразованием Фурье наибольшего общего делителя[33]:
{\displaystyle \varphi (n)=\sum \limits _{k=1}^{n}\gcd(k,\,n)e^{{-2\pi i}{\tfrac {k}{n}}}.}

Действительная часть:
{\displaystyle \varphi (n)=\sum \limits _{k=1}^{n}\gcd(k,\,n)\cos {2\pi {\frac {k}{n}}}.}
В отличие от произведения Эйлера, вычисления по этим формулам не требуют знания делителей {\displaystyle n.}

### Связь слатинскими квадратами
- Число циклических латинских квадратов порядка {\displaystyle N} с фиксированной первой строкой определяется функцией Эйлера {\displaystyle \varphi (N)}. Данную особенность можно использовать при вычислении значения функции Эйлера путем подсчета соответствующего числа квадратов заданного порядка {\displaystyle N} используя алгоритм без умножений и делений, однако асимптотически это медленнее, чем расчет на базе факторизации аргумента {\displaystyle N}. Циклические диагональные латинские квадраты являются подмножеством циклических латинских квадратов, поэтому число циклических диагональных латинских квадратов с фиксированной первой строкой (последовательность A123565 в OEIS) является ограничением снизу на значение функции Эйлера {\displaystyle \varphi (N)}[34].

## Приложения и примеры

### Функция Эйлера в RSA
На основе алгоритма, предложенного в 1978 году Рональдом Ривестом, Ади Шамиром и Леонардом Адлеманом, была построена первая система шифрования с открытым ключом, получившая название по первым буквам фамилий авторов — система RSA. Криптостойкость этой системы определяется сложностью разложения на сомножители целого {\displaystyle n}-разрядного числа. Ключевую роль в алгоритме RSA играет функция Эйлера, свойства которой и позволяют построить криптографическую систему с открытым ключом.
На этапе создания пары из секретного и открытого ключей вычисляется
{\displaystyle \varphi (n)=\varphi (p\cdot q)=(p-1)\cdot (q-1),}
где {\displaystyle p} и {\displaystyle q} — простые. Затем выбираются случайные числа {\displaystyle d,\ e} так, чтобы
{\displaystyle d\cdot e\equiv 1{\pmod {\varphi (n)}}}
Затем сообщение шифруется открытым ключом адресата:
{\displaystyle c=m^{e}\;{\bmod {\;}}n.}
После этого расшифровать сообщение может только обладатель секретного ключа {\displaystyle d}:
{\displaystyle m=c^{d}\;{\bmod {\;}}n.}
Корректность последнего утверждения основывается на теореме Эйлера и китайской теореме об остатках.
В силу выбора чисел на этапе создания ключей
{\displaystyle e\cdot d=1+a\cdot \varphi (n).}
Если {\displaystyle (m,\,n)=1,} то, с учетом теоремы Эйлера,
{\displaystyle c^{d}=m^{ed}=m^{1}m^{a\varphi (n)}=m\cdot 1^{a}=m\;{\bmod {\;}}n.}
В общем случае {\displaystyle m} и {\displaystyle n} могут иметь общие делители, но расшифрование всё равно оказывается верным. Пусть {\displaystyle m=0\;{\bmod {\;}}p.} По китайской теореме об остатках:
{\displaystyle m=c^{d}\;{\bmod {\;}}n\;\Leftrightarrow \;{\begin{cases}m=c^{d}\;{\bmod {\;}}p,\\m=c^{d}\;{\bmod {\;}}q.\end{cases}}}
Подставляя {\displaystyle c=m^{e},} получаем тождество
{\displaystyle {\begin{cases}m^{ed}=0=m\;{\bmod {\;}}p,\\m^{ed}=m(m^{q-1})^{a(p-1)}=m\cdot 1^{a(p-1)}=m\;{\bmod {\;}}q.\end{cases}}}
Следовательно,
{\displaystyle m^{ed}=m\;{\bmod {\;}}pq.}

### Вычисление обратного элемента
Функция Эйлера может быть использована для вычисления обратного по умножению элемента по модулю {\displaystyle n}, а именно:
{\displaystyle a^{-1}\equiv a^{\varphi (n)-1}{\pmod {n}},} если {\displaystyle (a,\,n)=1.}
Эта формула следует из теоремы Эйлера:
{\displaystyle 1=(a\cdot a^{-1})\cdot a^{\varphi (n)}\;{\bmod {\;}}n=a\cdot (a^{-1}\cdot a^{\varphi (n)})\;{\bmod {\;}}n=a\cdot a^{\varphi (n)-1}\;{\bmod {\;}}n.}
Найдем {\displaystyle 5^{-1}\;{\bmod {\;}}7}, то есть такое число {\displaystyle x}, что
{\displaystyle 5\cdot x\equiv 1{\pmod {7}}.}
Очевидно, {\displaystyle 5} и {\displaystyle 7} не имеют общих делителей кроме единицы, {\displaystyle (5,7)=1}, при этом число {\displaystyle 7} простое и
{\displaystyle \varphi (7)=7-1=6,}
поэтому удобно воспользоваться формулой, приведенной выше:
{\displaystyle 5^{6-1}\;{\bmod {\;}}7=5^{5}\;{\bmod {\;}}7=25\cdot 25\cdot 5\;{\bmod {\;}}7=(-3)\cdot (-3)\cdot 5\;{\bmod {\;}}7=9\cdot 5\;{\bmod {\;}}7=2\cdot 5\;{\bmod {\;}}7=3.}
Легко проверить, что в самом деле
{\displaystyle 5\cdot 3\equiv 1{\pmod {7}}.}
В общем случае для вычисления обратных значений алгоритм Евклида быстрее, чем использование теоремы Эйлера, так как битовая сложность вычисления по алгоритму Евклида имеет порядок {\displaystyle O(k^{2}),} в то время как вычисление по теореме Эйлера требует порядка {\displaystyle O(k^{3})} битовых операций, где {\displaystyle k=\lceil \log _{2}{n}\rceil .} Однако, в случае, когда известно разложение {\displaystyle \varphi (n)-1} на простые сомножители, сложность вычислений можно уменьшить, используя алгоритмы быстрого возведения в степень: Алгоритм Монтгомери или алгоритм «возводи в квадрат и перемножай».
Если {\displaystyle (a,\,n)\neq 1,} то обратного к {\displaystyle a} элемента не существует, или, иначе говоря, уравнение
{\displaystyle a\cdot x\equiv 1{\pmod {n}}}
не имеет решения на множестве натуральных чисел.

Доказательство. В самом деле, допустим
{\displaystyle (a,\,n)=d>1,}
и решение существует. Тогда по определению наибольшего общего делителя
{\displaystyle a=d\cdot a',\ n=d\cdot n',} причем {\displaystyle (a',\,n')=1;}
поэтому можно записать:
{\displaystyle d\cdot a'\cdot x=d\cdot n'\cdot t+1,} где {\displaystyle t\in \mathbb {N} _{0},x\in \mathbb {N} ;}
или, перегруппировав слагаемые,
{\displaystyle a'\cdot x-n'\cdot t={\frac {1}{d}}.}
Слева стоит целое отличное от нуля число, значит и справа должно быть целое отличное от нуля число, поэтому с необходимостью
{\displaystyle d=1,}
что противоречит предположению.

### Решение линейного сравнения
Метод вычисления обратного элемента можно использовать для решения сравнения
{\displaystyle a\cdot x\equiv b{\pmod {n}}.}
Решение задаётся формулой:
{\displaystyle x\equiv b\cdot a^{\varphi (n)-1}{\pmod {n}},} если {\displaystyle (a,\,n)=1.}
Рассмотрим сравнение
{\displaystyle 7\cdot x\equiv 3{\pmod {9}}.}
Так как {\displaystyle (7,9)=1,} можно воспользоваться указанной формулой:
{\displaystyle x=3\cdot 7^{\varphi (3^{2})-1}\;{\bmod {\;}}9=3\cdot 7^{3\cdot (3-1)-1}\;{\bmod {\;}}9=3\cdot 7^{5}\;{\bmod {\;}}9=3\cdot 49\cdot 49\cdot 7\;{\bmod {\;}}9=3\cdot 4\cdot 4\cdot 7\;{\bmod {\;}}9=3.}
Подстановкой убеждаемся, что
{\displaystyle 7\cdot 3\equiv 3{\pmod {9}}.}
Если {\displaystyle (a,\,n)\neq 1}, сравнение либо имеет не единственное решение, либо не имеет решения. Как легко убедиться, сравнение
{\displaystyle 2\cdot x\equiv 3{\pmod {4}}}
не имеет решения на множестве натуральных чисел. В то же время сравнение
{\displaystyle 4\cdot x\equiv 6{\pmod {22}}}
имеет два решения
{\displaystyle x=7,\;x=18.}

### Вычисление остатка от деления
Функции Эйлера позволяет вычислять остатки от деления больших чисел.
Найдем последние три цифры в десятичной записи числа {\displaystyle 2^{100}.} Замечая, что
{\displaystyle \varphi (125)=\varphi (5^{3})=5^{3}-5^{2}=100,}
получаем
{\displaystyle 2^{100}\;{\bmod {\;}}125=2^{125-25}\;{\bmod {\;}}125=2^{\varphi (125)}\;{\bmod {\;}}125=1\;{\bmod {\;}}125.}
Переходя теперь от модуля {\displaystyle 125} к модулю {\displaystyle 1000,} имеем:
{\displaystyle 2^{100}\equiv 1{\pmod {125}}\equiv 376{\pmod {1000}}.}
Следовательно, десятичная запись числа {\displaystyle 2^{100}} оканчивается на {\displaystyle 376.}
Найдем остаток от деления {\displaystyle 729^{720}} на {\displaystyle 1001.} Легко видеть, что
{\displaystyle (729,\;1001)=1.}
Поэтому, воспользовавшись мультипликативностью функции Эйлера и равенством
{\displaystyle \varphi (p)=p-1,} для всякого простого {\displaystyle p,}
получаем
{\displaystyle \varphi (1001)=\varphi (7\cdot 11\cdot 13)=\varphi (7)\cdot \varphi (11)\cdot \varphi (13)=6\cdot 10\cdot 12=720.}
По теореме Эйлера
{\displaystyle 729^{720}\equiv 1{\pmod {1001}}.}

### Нахождение порядка мультипликативной группы кольца вычетов
Мультипликативная группа кольца вычетов по модулю {\displaystyle m} состоит из {\displaystyle \varphi (m)} классов вычетов.

Пример. Приведённая система вычетов по модулю 14 состоит из {\displaystyle \varphi (14)=6} классов вычетов: {\displaystyle [1]_{14},\ [3]_{14},\ [5]_{14},\ [9]_{14},\ [11]_{14},\ [13]_{14}.}

### Приложения в теории групп
Число порождающих элементов в конечной циклической группе {\displaystyle G} равно {\displaystyle \varphi (|G|)}. В частности, если мультипликативная группа кольца вычетов по модулю {\displaystyle m} является циклической группой — что возможно только при {\displaystyle m=2,\;4,\;p^{n},\;2p^{n}}, где {\displaystyle p} — простое нечётное, {\displaystyle n} — натуральное, — то существует {\displaystyle \varphi (\varphi (m))} генераторов группы (первообразных корней по модулю {\displaystyle m}).

Пример. Группа {\displaystyle \mathbb {Z} _{14}^{\times },} рассмотренная в примере выше, имеет {\displaystyle \varphi (\varphi (14))=\varphi (6)=2} генератора: {\displaystyle 3} и {\displaystyle 5.}

## Нерешенные вопросы

### Задача Лемера
Как известно, если {\displaystyle p} — простое, то {\displaystyle \varphi (p)=p-1.} В 1932 году Деррик Лемер задался вопросом, существует ли такое составное число {\displaystyle n}, что {\displaystyle \varphi (n)} является делителем {\displaystyle n-1}. Лемер рассматривал уравнение:
{\displaystyle k\varphi (n)=n-1,}
где {\displaystyle k} — целое. Ему удалось доказать, что если {\displaystyle n} — решение уравнения, то либо {\displaystyle n} — простое, либо оно является произведением семи или более различных простых чисел. Позже были доказаны и другие сильные утверждения. Так, в 1980 году Cohen и Hagis показали, что если {\displaystyle n} составное и {\displaystyle \varphi (n)} делит {\displaystyle n-1,} то {\displaystyle n>10^{20}} и {\displaystyle \omega (n)\geqslant 14,} где {\displaystyle \omega (n)} — количество простых делителей. В 1970 году Lieuwens установил, что если {\displaystyle 3\mid n,} то {\displaystyle \omega (n)\geqslant 213} и {\displaystyle n>5{,}5\cdot 10^{570}.} Wall в 1980 году доказал, что если {\displaystyle 30\mid n,} то {\displaystyle \omega (n)\geqslant 26}.
По сей день неизвестно, существуют ли составные решения задачи Лемера. Если предположить, что их не существует, то получается следующий критерий простоты: {\displaystyle n} — простое тогда и только тогда, когда {\displaystyle \varphi (n)\mid n-1}.

### Гипотеза Кармайкла
Если посмотреть даже на первые десять значений функции Эйлера {1, 1, 2, 2, 4, 2, 6, 4, 6, 4}, бросается в глаза, что среди них много повторяющихся. Гипотеза Кармайкла состоит в том, что нет такого значения {\displaystyle m}, которое функция Эйлера принимала бы только один раз.
В 1907 году Кармайкл предложил как упражнение доказать следующее утверждение:
Если {\displaystyle n} — натуральное число, то существует натуральное число {\displaystyle m\neq n} такое, что {\displaystyle \varphi (n)=\varphi (m).}
Иначе это утверждение можно сформулировать так: не существует натурального числа {\displaystyle m} такого, что {\displaystyle \dim(\varphi ^{-1}(m))=1.}
Однако в 1922 году Кармайкл обнаружил, что предложенное им доказательство содержит ошибку. В этом же году он показал, что если {\displaystyle \dim(\varphi ^{-1}(m))=1,} то {\displaystyle m>10^{37}.} Позже эта оценка неоднократно улучшалась, и современное значение нижней границы, с которой стоит начинать искать контрпример для гипотезы Кармайкла, есть {\displaystyle m=10^{10^{7}}.} Это значение получили Schlafly и Wagon в 1994 году, используя метод Klee.
В 1999 году Форд доказал следующую теорему:
{\displaystyle \forall k\geqslant 2\;\exists m\colon \dim(\varphi ^{-1}(m))=k.}
Это означает, что, задавшись некоторым числом {\displaystyle k\geqslant 2,} можно найти среди множества значений функции Эйлера такое значение {\displaystyle m,} что оно принимается ровно {\displaystyle k} раз. Однако, доказать, что нет такого значения, которое функция Эйлера принимала бы только один раз, до сих пор никому не удалось.